# Tabulatore

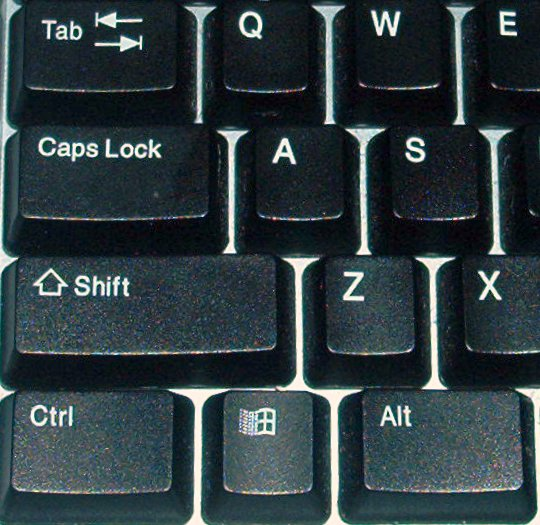
Una tastiera per computer. Il tabulatore è il tasto sulla sinistra con le due frecce opposte.

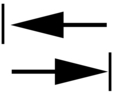
Pittogramma ISO/IEC 9995

Il tabulatore, o tasto TAB (Tab ⇆), è un tasto presente nella maggior parte delle tastiere per computer. La sua funzione è quella di aggiungere un certo numero di spazi vuoti prima del cursore per indentare il testo senza doverlo fare con la barra spaziatrice.
Per effettuare la tabulazione inversa, si può usare lo stesso tasto, premendo assieme il tasto maiuscolo ⇧ Maiusc.

## Origini
Originariamente il tabulatore nacque sulle macchine da scrivere meccaniche per facilitare l'inserimento di quantitativi fissi di spazio, come nel caso della scrittura delle tabelle. Per ovviare al dover premere ripetutamente sulla barra spaziatrice, fu inserito nelle macchine da scrivere un meccanismo regolabile per far avanzare il carrello fino al suo arresto nelle posizioni prefissate, o "punti di tabulazione". Successivamente furono inseriti due tasti che servivano rispettivamente ad impostare le posizioni di arresto del carrello per il tabulatore ed a cancellare tali impostazioni. La precisione dell'incolonnamento era assicurata dalla dimensione identica di ogni carattere, spazio incluso.

## Utilizzo nei computer
Nei vecchi sistemi con interfacce testuali il tasto "TAB" serviva ad inserire il carattere di tabulazione, che veniva usato al posto degli spazi per risparmiare memoria quando si salvavano le stringhe di testo da visualizzare a video.
Nei programmi di videoscrittura viene generalmente emulato il comportamento della macchina per scrivere, potendo definire precisi punti di tabulazione sulla riga orizzontale che non dipendono dal tipo di carattere utilizzato. In questo contesto, il tasto viene utilizzato anche per indicare l’operazione di “SHIFT”, inteso come spostamento di una sequenza di caratteri. Infatti, nel gergo informatico italiano è stato coniato anche il verbo derivato shiftare, nel significato di «far scorrere, spostare dati o insieme di dati».
Nelle applicazioni software generiche il tasto "TAB" sposta il focus sul successivo elemento della finestra.
Il tasto TAB è utilizzato anche nell'esplorazione tramite tastiera di una pagina web nella navigazione web, ad esempio utilizzando la combinazione di Tab ⇆+⇧ Maiusc si ottiene il passaggio alla scheda successiva.
Nei sistemi Unix e Unix-like il tasto tab è utilizzato per l'autocompletamento del comando parzialmente impartito da riga di comando riducendo i tempi di attività, mentre il doppio tab tipicamente fornisce l'elenco di comandi più prossimi a quello inizialmente digitato.

## Il carattere di tabulazione
Nel set di caratteri ASCII ci sono diversi codici per l'allineamento del testo. Il più comune carattere di allineamento ed il più comune tipo di carattere di tabulazione è la tabulazione orizzontale, che in ASCII è contrassegnato dal codice 9; esiste anche un carattere di tabulazione verticale, contrassegnato dal codice 11.
In HTML la tabulazione orizzontale si indica con &#9; che, però, ha effetto solo nei tag <pre></pre> o negli elementi con l'attributo CSS white-space impostato su pre. Ecco un esempio dell'uso del carattere di tabulazione in HTML:
```
<
pre
>

Queste 2 righe sono tabulate:
2009
&#9;
Questa riga usa uno spazio di tabulazione.

&#9;
Anche questa riga usa uno spazio di tabulazione.
Questa riga invece non usa gli spazi di tabulazione.

</
pre
>

```

Il risultato è simile a questo:
```
Queste 2 righe sono tabulate:
2009	Questa riga usa uno spazio di tabulazione.
	Anche questa riga usa uno spazio di tabulazione.
Questa riga invece non usa gli spazi di tabulazione.

```